# Orites acicularis
Orites acicularis е покритосеменно растение, характерно за Австралийския остров Тасмания. Измежду местните е известно и като жълт храст. Има жълто-зелен цвят, достига до височина 1,5 м. Цъфтежът е през декември.
Растението е изследвано от шотландеца Робърт Браун през 1802 г.